# Papringan (Temayang)
Papringan is een bestuurslaag in het regentschap Bojonegoro van de provincie Oost-Java, Indonesië. Papringan telt 2958 inwoners (volkstelling 2010).